# David Courtney Coates

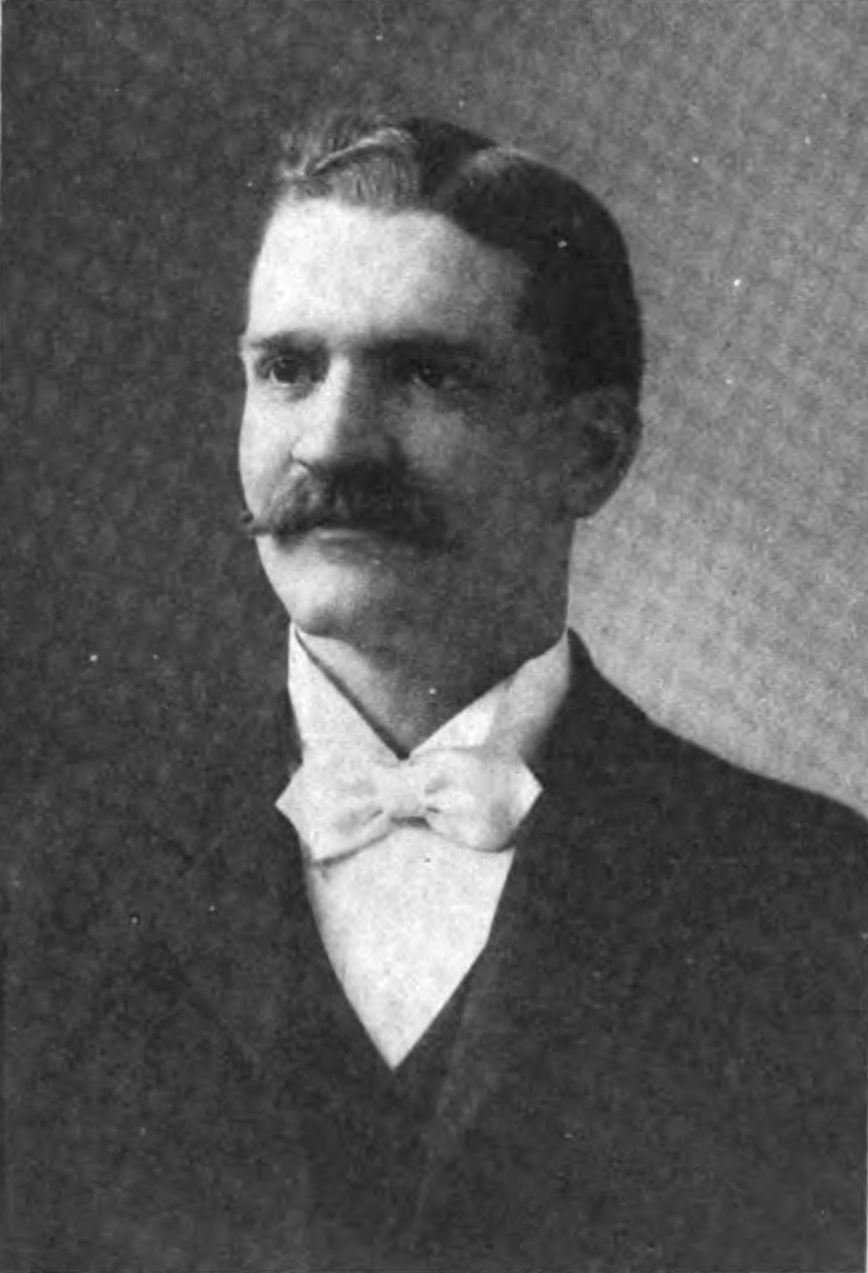
David Courtney Coates

David Courtney Coates  (* 9. August 1868 in Brandon, England; † 28. Januar 1933 in North Hollywood, Kalifornien) war ein US-amerikanischer Politiker. In den Jahren 1901 und 1902 war er Vizegouverneur des Bundesstaates Colorado.

## Werdegang
Über die Jugend und Schulausbildung von David Coates ist nichts überliefert. Er kam nach Colorado, wo er als privater Geschäftsmann tätig war. Gleichzeitig engagierte er sich in der Arbeiter- und Gewerkschaftsbewegung. Dabei wurde er Sekretär der Gewerkschaft Colorado's State Federation of Labor. Politisch war er zunächst Mitglied der Demokratischen Partei. Später schloss er sich der Socialist Party of America an.  Während des Ersten Weltkrieges verließ er diese Partei wieder aus Protest gegen deren pazifistische Haltung. Dann wechselte er zur kurzlebigen National Party.
Im Jahr 1900 wurde Coates an der Seite von James Bradley Orman zum Vizegouverneur von Colorado gewählt. Dieses Amt bekleidete er zwischen 1901 und 1902. Dabei war er Stellvertreter des Gouverneurs und Vorsitzender des Staatssenats. Im Jahr 1901 war er im Auftrag von Gouverneur Orman an erfolgreichen Verhandlungen zur Beilegung eines bereits zu gewaltsamen Ausschreitungen eskalierten Bergarbeiterstreiks beteiligt.
Coates war auch als Delegierter an der Gründungsversammlung der Gewerkschaft Industrial Workers of the World beteiligt. Dabei war er ein Freund von William Dudley Haywood. Im Jahr 1910 kandidierte er erfolglos für den Kongress.